# Familie Bundschuh – Unter Verschluss
Familie Bundschuh – Unter Verschluss ist ein deutscher Fernsehfilm des Regisseurs Thomas Nennstiel aus dem Jahr 2022. Die Komödie ist der siebte Teil der Familie-Bundschuh-Filmreihe und basiert auf einer Idee von Andrea Sawatzki.

## Handlung
Die Geschichte beginnt mit der Generalprobe einer Lesung von Hadis neuesten Buch, in dem es um die Geschichte des eigenen Hauses geht, welches auf den Grundmauern einer mittelalterlichen Burg errichtet wurde und in dem der Burgherr Roderich seinen Bruder Friedenand umgebracht und im Burghof verscharrt haben soll. Aufgrund einer COVID-19-Erkrankung Hadis muss die ganze Familie plötzlich in Quarantäne. Während er isoliert in einem Zimmer bleibt, dürfen die anderen Familienmitglieder auf Grund des negativen Testergebnisses das Haus zwar verlassen, doch muss der erste Urlaub von Gundula und Gerald nach 25 Ehejahren auf die Malediven wegen der Quarantäne ausfallen.
Untröstlich darüber, dass sich Gerald nur über die Rückerstattung der Kosten Gedanken macht, beschließt Gundula kurzerhand mittels Filmprojektor, Cocktails und Blumenkette das Urlaubsfeeling ins eigene Schlafzimmer zu holen und in einen urlaubsbedingten Haushaltsstreik zu treten.
Während der Rest der Familie unter Roses Kochversuchen und Gundulas Streik leiden muss, sitzt Hadi allein in seinem Zimmer und beobachtet, wie ein fremder Mann nachts durch den heimischen Garten läuft. Aufgrund seiner Erkrankung und des daraus resultierenden hohen Fiebers beginnt er wild zu fantasieren und hält den Fremden für die Seele des verstorbenen Friedenand. Er zieht einen Bannkreis aus Salz um sein Bett und versucht immer wieder seine Frau von der Existenz dieser Seele zu überzeugen.
Eines Nachts hört Gerald Musik, und während er dieser folgt, entdeckt er, dass zwei Flaschen Prosecco und Eier aus dem Kühlschrank fehlen. Im Keller findet er seine Mutter Susanne in Anwesenheit eines Mannes vor und erkennt in ihm Carlo Jonker, einen alten Liebhaber seiner Mutter. Als Gundula hinzukommt, gibt Gerald zwar zu, Carlo zu kennen, aber er will sich nicht zu ihrer Beziehung äußern. Weiterhin kommt heraus, dass Susanne Carlo nach vielen Jahren ohne Kontakt zufällig beim Shopping wiedergetroffen hat und dann seinen Aufenthalt im Familienheim geplant hat, denn nun, da Carlo als enge Kontaktperson gelistet ist, muss er ebenfalls, sehr zu Geralds Missfallen, in eine mehrtägige Quarantäne im Hause Bundschuh. Auch ist Carlo derjenige, den Hadi nachts beobachtet hat, als er sich heimlich auf das Grundstück der Bundschuhs geschlichen hatte, um Susanne zu treffen.
Bei einem gemeinsamen Abendessen erzählen Susanne und Carlo, wie sie sich in den 1960er Jahren auf Ibiza kennenlernten und dass sie sich danach aus den Augen verloren, bevor sie sich kurz vor Geralds 15. Geburtstag wiedertrafen. Susanne hatte in dieser Zeit mehrere kurzzeitige Liebschaften, weswegen sie zugeben muss, nicht genau zu wissen, wer Geralds Vater ist. Gundula hingegen hegt den Verdacht, dass Carlo sein Vater sein könnte, woraufhin sie die Servietten vom Abendessen einsammelt und einen Vaterschaftstest durchführen lässt. Am Ende der Folge überreicht sie Gerald das Ergebnis, das er ungelesen verbrennt, da er aufgrund der Vergangenheit seiner Mutter und den damit verbundenen negativen seelischen Auswirkungen keine Antwort auf diese Frage haben möchte. Carlo hat die Familie inzwischen wieder verlassen, ohne eine Nachricht zu hinterlassen.
In einem Nebenstrang der Hauptgeschichte hat sich Matz in die neue Mitschülerin Paula verliebt, durch die Quarantäne konnte aber bisher keine engere Bindung zwischen ihnen entstehen.

## Hintergrund
Familie Bundschuh – Unter Verschluss wurde im Auftrag des ZDF von Ziegler Film produziert.
Der Film wurde im Januar/Februar 2022 gedreht. Während die meisten Serien- und Filmproduktionen, die zu Zeiten der COVID-19-Pandemie gedreht wurden, diese ausblenden, wird sie in diesem Film bewusst als elementarer Kern der Handlung aufgegriffen.
Gedreht wurde unter strengen Sicherheitsmaßnahmen, um Infektionen am Set möglichst unterbinden zu können und langwierige Ausfälle zu vermeiden. Der Film wurde größtenteils in Oehna, einem Ortsteil der Gemeinde Niedergörsdorf in Brandenburg, gedreht.

## Rezeption

### Kritiken
In der Bewertung bei tittelbach.tv gibt Kritiker Tilmann P. Gangloff dem Film insgesamt 4 von 6 Sternen.

### Einschaltquoten
Die Erstausstrahlung erfolgte am 1. September 2022 im ZDF und wurde von 3,86 Millionen Zuschauern gesehen. Dies entsprach einem Marktanteil von 16,1 %.